# Manuel Fischnaller
Manuel Fischnaller (Bolzano, 20 luglio 1991) è un calciatore italiano, attaccante del Trapani.

## Caratteristiche tecniche
È una seconda punta che predilige il piede destro, in grado di giocare anche come punta centrale o ala destra.

## Carriera

### Club
Originario di Signato (frazione del comune di Renon), si avvicina al mondo del calcio all'età di quattro anni, seguendo l'esempio del fratello maggiore Hannes. Debutta nel 1999 nei pulcini del FC Neugries di Bolzano, ove al tempo il padre Alfred ricopriva il ruolo di allenatore e la madre Waltraud quello di preparatore atletico. Trasferitosi al Südtirol nel 2008, con il club altoatesino debutta in Seconda Divisione, fornendo buone prestazioni che attirano l'attenzione di diverse società, tra cui la Juventus che lo acquista nel dicembre 2009, che lo lascia in prestito alla squadra altoatesina; concluso il prestito nel 2010 disputa alcune partite con la squadra primavera del club torinese, con la quale vince il torneo di Viareggio.
Nel 2009-2010, con la maglia del Südtirol, ottiene la promozione in Prima Divisione. Nel 2012 si trasferisce in comproprietà alla Reggina, con cui esordisce in serie B e ove rimane due anni, collezionando 61 presenze e 7 goal. Nel 2014, a seguito del mancato rinnovo della compartecipazione, il Südtirol riscatta il suo cartellino alle buste e ne rientra in possesso.
Il 3 luglio 2015, dopo una sola stagione, passa a titolo definitivo firmando un contratto di durata quadriennale con l'Alessandria. Nell’estate del 2018 si trasferisce a titolo definitivo al Catanzaro firmando un contratto biennale. Il 25 gennaio 2020 ritorna nuovamente al Südtirol e vi rimane fino al 1º settembre 2022 (centrando altresì la promozione in Serie B), dopodiché firma con la Fermana.
Il 24 luglio 2023 rescinde il contratto che lo legava al club marchigiano sino al 30 giugno 2024 e nella tarda mattinata del giorno successivo viene ufficializzato come nuovo giocatore della Torres, in Serie C.
Il 19 luglio 2025 la formazione sassarese annuncia, con un comunicato sui propri canali, la cessione a titolo definitivo dell' attaccante al Trapani, sempre in Serie C.
Il 17 agosto 2025 segna il suo primo goal in maglia granata, nel primo turno di coppa Italia serie C contro il Picerno, permettendo al Trapani di giocarsi la partita ai calci di rigori, poi vinti, sancendo la qualificazione del Trapani al turno successivo

### Nazionale
Dal 2008 al 2012 veste la maglia della Nazionale Under-20 dove colleziona 9 presenze su 9 convocazioni e segna 3 gol. Il 23 marzo 2012 il CT Ciro Ferrara lo convoca per uno stage di quattro giorni in Under-21.

## Statistiche

### Presenze e reti nei club
Statistiche aggiornate al 14 maggio 2025.
| Stagione           | Squadra            | Campionato         | Campionato | Campionato | Coppe nazionali | Coppe nazionali | Coppe nazionali | Coppe continentali | Coppe continentali | Coppe continentali | Altre coppe | Altre coppe | Altre coppe | Totale | Totale |
| Stagione           | Squadra            | Comp               | Pres       | Reti       | Comp            | Pres            | Reti            | Comp               | Pres               | Reti               | Comp        | Pres        | Reti        | Pres   | Reti   |
| ------------------ | ------------------ | ------------------ | ---------- | ---------- | --------------- | --------------- | --------------- | ------------------ | ------------------ | ------------------ | ----------- | ----------- | ----------- | ------ | ------ |
| 2008-2009          | Südtirol           | SD                 | 30         | 4          | CI-LP           | 5               | 1               | -                  | -                  | -                  | -           | -           | -           | 35     | 5      |
| 2009-2010          | Südtirol           | SD                 | 17         | 0          | CI-LP           | 3               | 0               | -                  | -                  | -                  | -           | -           | -           | 20     | 0      |
| 2010-2011          | Südtirol           | PD                 | 23+2       | 3+1        | CI+CI-LP        | 2+2             | 0+1             | -                  | -                  | -                  | -           | -           | -           | 29     | 5      |
| 2011-2012          | Südtirol           | PD                 | 30         | 13         | CI-LP           | 3               | 0               | -                  | -                  | -                  | -           | -           | -           | 33     | 13     |
| 2012-2013          | Reggina            | B                  | 26         | 1          | CI              | 3               | 1               | -                  | -                  | -                  | -           | -           | -           | 29     | 2      |
| 2013-2014          | Reggina            | B                  | 35         | 6          | CI              | 3               | 0               | -                  | -                  | -                  | -           | -           | -           | 38     | 6      |
| Totale Reggina     | Totale Reggina     | Totale Reggina     | 61         | 7          |                 | 6               | 1               |                    | -                  | -                  |             | -           | -           | 67     | 8      |
| 2014-2015          | Südtirol           | LP                 | 36         | 16         | CI+CI-LP        | 2+0             | 2+0             | -                  | -                  | -                  | -           | -           | -           | 38     | 18     |
| 2015-2016          | Alessandria        | LP                 | 30+1       | 3          | CI+CI-LP        | 8+2             | 2+0             | -                  | -                  | -                  | -           | -           | -           | 41     | 5      |
| 2016-2017          | Alessandria        | LP                 | 22+5       | 2+1        | CI+CI-LP        | 2+1             | 0               | -                  | -                  | -                  | -           | -           | -           | 30     | 3      |
| 2017-2018          | Alessandria        | C                  | 30+2       | 11         | CI+CI-C         | 2+7             | 0+2             | -                  | -                  | -                  | -           | -           | -           | 41     | 13     |
| Totale Alessandria | Totale Alessandria | Totale Alessandria | 82+8       | 16+1       |                 | 22              | 4               |                    | -                  | -                  |             | -           | -           | 112    | 21     |
| 2018-2019          | Catanzaro          | C                  | 31+2       | 13+1       | CI+CI-C         | 1+2             | 2               | -                  | -                  | -                  | -           | -           | -           | 36     | 16     |
| 2019-2020          | Catanzaro          | C                  | 21         | 4          | CI+CI-C         | 3               | 3               | -                  | -                  | -                  | -           | -           | -           | 25     | 7      |
| Totale Catanzaro   | Totale Catanzaro   | Totale Catanzaro   | 52+2       | 17+1       |                 | 5               | 5               |                    | -                  | -                  |             | -           | -           | 60     | 23     |
| gen.-giu. 2020     | Südtirol           | C                  | 4          | 0          | CI-C            | -               | -               | -                  | -                  | -                  | -           | -           | -           | 4      | 0      |
| 2020-2021          | Südtirol           | C                  | 32+2       | 8          | CI-C            | 2               | 0               | -                  | -                  | -                  | -           | -           | -           | 36     | 8      |
| 2021-2022          | Südtirol           | C                  | 19         | 1          | CI-C            | 5               | 2               | -                  | -                  | -                  | SC-C        | 1           | 0           | 25     | 3      |
| Totale Südtirol    | Totale Südtirol    | Totale Südtirol    | 191+4      | 45+1       |                 | 24              | 6               |                    | -                  | -                  |             | 1           | 0           | 220    | 52     |
| 2022-2023          | Fermana            | C                  | 34         | 13         | CI-C            | -               | -               | -                  | -                  | -                  | -           | -           | -           | 34     | 13     |
| 2023-2024          | Torres             | C                  | 34+1       | 11         | CI-C            | 2               | 0               | -                  | -                  | -                  | -           | -           | -           | 37     | 11     |
| 2024-2025          | Torres             | C                  | 38+2       | 14         | CI+CI-C         | 1+2             | 0               | -                  | -                  | -                  | -           | -           | -           | 43     | 14     |
| Totale Torres      | Totale Torres      | Totale Torres      | 72+3       | 25         |                 | 5               | 0               |                    | -                  | -                  |             | -           | -           | 80     | 25     |
| 2025-2026          | Trapani            | C                  | 0          | 0          | CI-C            | 0               | 0               | -                  | -                  | -                  | -           | -           | -           | 0      | 0      |
| Totale carriera    | Totale carriera    | Totale carriera    | 509        | 125        |                 | 63              | 16              |                    | -                  | -                  |             | 1           | 0           | 573    | 144    |

## Palmarès

### Club

#### Competizioni nazionali
- Lega Pro Seconda Divisione: 1

Südtirol: 2009-2010
- Coppa Italia Serie C: 1

Alessandria: 2017-2018
- Serie C: 1

Südtirol: 2021-2022 (girone A)

#### Competizioni giovanili
- Torneo di Viareggio: 1

Juventus: 2010

### Individuale
- Capocannoniere della Lega Pro: 1

2014-2015 (girone A; 16 gol)